# Herr Mannelig
Herr Mannelig (også kendt som "Herr Mannerlig" og "bjergtroldens friere") er en svensk middelalderballade som fortæller historien om en kvindelig bjergtrold, som frier til en ridder.

## Indhold
Trolden forsøger at overtale herr Mannelig til at tage imod hendes frieri og blive hendes mand. Hun tilbyder ham rigeligt med gaver, men ridderen nægter, da hun ikke er kristen, men derimod en trold der tilhører djævlen. Dette gør troldkvinden desperat for at vinde herr Mannelig, da hun ville "miste sin plage", hvilket muligvis er en hentydning til at hun er ramt af en forbandelse.

## Tekst
Bittida en morgon innan solen upprann
Innan foglarna började sjunga
Bergatrollet friade till fager ungersven
Hon hade en falskeliger tunga
Herr Mannelig herr Mannelig trolofven I mig
För det jag bjuder så gerna
I kunnen väl svara endast ja eller nej
Om I viljen eller ej:
Eder vill jag gifva de gångare tolf
Som gå uti rosendelunde
Aldrig har det varit någon sadel uppå dem
Ej heller betsel uti munnen
Eder vill jag gifva de qvarnarna tolf
Som stå mellan Tillö och Ternö
Stenarna de äro af rödaste gull
Och hjulen silfverbeslagna
Eder vill jag gifva ett förgyllande svärd
Som klingar utaf femton guldringar
Och strida huru I strida vill
Stridsplatsen skolen I väl vinna
Eder vill jag gifva en skjorta så ny
Den bästa I lysten att slita
Inte är hon sömnad av nål eller trå
Men virkat av silket det hvita
Sådana gåfvor toge jag väl emot
Om du vore en kristelig qvinna
Men nu så är du det värsta bergatroll
Af Neckens och djävulens stämma
Bergatrollet ut på dörren sprang
Hon rister och jämrar sig svåra
Hade jag fått den fager ungersven
Så hade jag mistat min plåga
Herr Mannelig herr Mannelig trolofven I mig
För det jag bjuder så gerna
I kunnen väl svara endast ja eller nej
Om I viljen eller ej

## Indspilninger
Balladen er blevet indspillet eller fremført af en lang række nutidige musikere, deriblandt Folk & Rackare, Garmarna, Haggard (på italiensk), Hedningarna, In Extremo, Psalteria, Satarial, Wolfenmond, Chur (på russisk), Galtagaldr (på tysk), Cromdale, Dunkelschön, Annwn, Harry Schwarz, Litvintroll (på hviderussisk), Cronica (på polsk) og Heimataerde.